# Jordan Minor
Jordan Minor (Kingston, Massachusetts; 11 de marzo de 2000) es un baloncestista estadounidense que pertenece a la plantilla de los Long Island Nets de la G League. Con 2,03 metros de estatura, juega en la posición de ala-pívot. 

## Trayectoria deportiva

### Universidad
Jugó cuatro temporadas con los Warriors del Merrimack College, en las que promedió 12,6 puntos, 7,4 rebotes, 1,9 tapones y 1,5 asistencias por partido. En su segunda temporada fue incluido en el tercer mejor quinteto de la Northeast Conference, la temporada siguiente lo fue en el segundo mejor quinteto, y ya en 2023 en el primero, siendo además elegido co-Jugador del Año de la conferencia y mejor defensor.
El 13 de abril de 2023 anunció que sería transferido a los Cavaliers de la Universidad de Virginia para una quinta temporada universitaria como graduado. Promedió 4,3 puntos y 3,1 rebotes por partido.

### Profesional
Tras no ser elegido en el Draft de la NBA de 2024, el 27 de octubre pasó a formar parte de la plantilla de los Long Island Nets de la G League.